# イーゴリ・マングシェフ
イーゴリ(またはイゴール)・レオニドヴィッチ・マングシェフ(ロシア語: Игорь Леонидович Мангушев 1986年8月16日 - 2023年2月8日)はロシアの極右政治活動家、傭兵。

## 概要
モスクワ生まれで愛国主義者に成長し、2009年末にスヴェトラーヤ・ルス（ロシア語: Светлая Русь、「輝けるロシア」という意味）という組織を設立した。マングシェフはスヴェトラーヤ・ルスを率いる役割として警察や移民局と連携し、ロシア連邦内の無許可住居に住む不法移民の家宅捜索を行った。
2012年までに、マングシェフはロシアの新興の軍事化された愛国主義運動を調整するためにE.N.O.T.コープス（ロシア語: Енот)という民間軍事会社を設立し指揮を執った(E.N.O.T.はウクライナ紛争などで戦った他、ヨーロッパ数カ国で青少年向けの軍事訓練キャンプを運営していたが、セルビアのキャンプが少年への虐待疑惑で摘発され、他にも不法行為が指摘され2019年に解散している)。
また、マングシェフは2013年までに(ワグネル・グループ創設者のエフゲニー・プリゴジンが創設した)インターネット・リサーチ・エージェンシーの従業員になり野党政治家へのネガティブキャンペーンを行っていた。E.N.O.T.の解散後、マングシェフはプリゴジンの政治戦略家として働いたと言われる。
2022年ロシアのウクライナ侵攻にも参戦、主に対ドローン任務に従事した。最初の帰還後にナイトクラブのステージに立ち、戦地で拾ったウクライナ兵の頭蓋骨を片手に「我々は血肉を持つ人間と戦争をしているのではない」「我々は反ロシア的な国家という概念としてのウクライナと戦争をしている」と述べた。

## 死亡
マングシェフは、前線からやや離れたルハンスク州カディフカの検問所で銃撃され死亡した。至近距離から頭頂部に45度の角度で9ミリ弾を撃ち込まれており、関係者の何人かは味方からの粛清である可能性を示唆している。